# Bootstrap protocol
Bootstrap Protocol (BOOTP) är ett UDP-protokoll som används av en nätverksklient för att erhålla en IP-adress från en BOOTP-server på det lokala nätverket. BOOTP-protokollet används ofta under bootningsprocessen hos datorer eller deras operativsystem. Protokollet definierades ursprungligen i RFC 951.
DHCP (Dynamic Host Configuration Protocol) är ett avancerat protokoll som baserar sig på BOOTP, men betydligt mer komplicerat att tillämpa. Därför erbjuder de flesta DHCP-servrar stöd för BOOTP.
Klient och server på samma nätverk
När en BOOTP-klient startas har den ingen IP-adress, så den sänder ett meddelande som innehåller dess MAC-adress till nätverket. Detta meddelande kallas en "BOOTP-begäran", och det hämtas av BOOTP-servern, som svarar klienten med följande information som klienten behöver:
1. Klientens IP-adress, subnetmask och default gatewayadress.
2. IP-adressen och värdnamnet för BOOTP-servern.
3. IP-adressen till servern som har den startbild som klienten behöver för att ladda sitt operativsystem.

När klienten tar emot denna information från BOOTP-servern konfigurerar och initierar den sin TCP/IP-protokollstack och ansluter sedan till servern där startavbildningen delas. Klienten laddar uppstartsavbildningen och använder denna information för att ladda och starta sitt operativsystem.